# Steyler Missionare

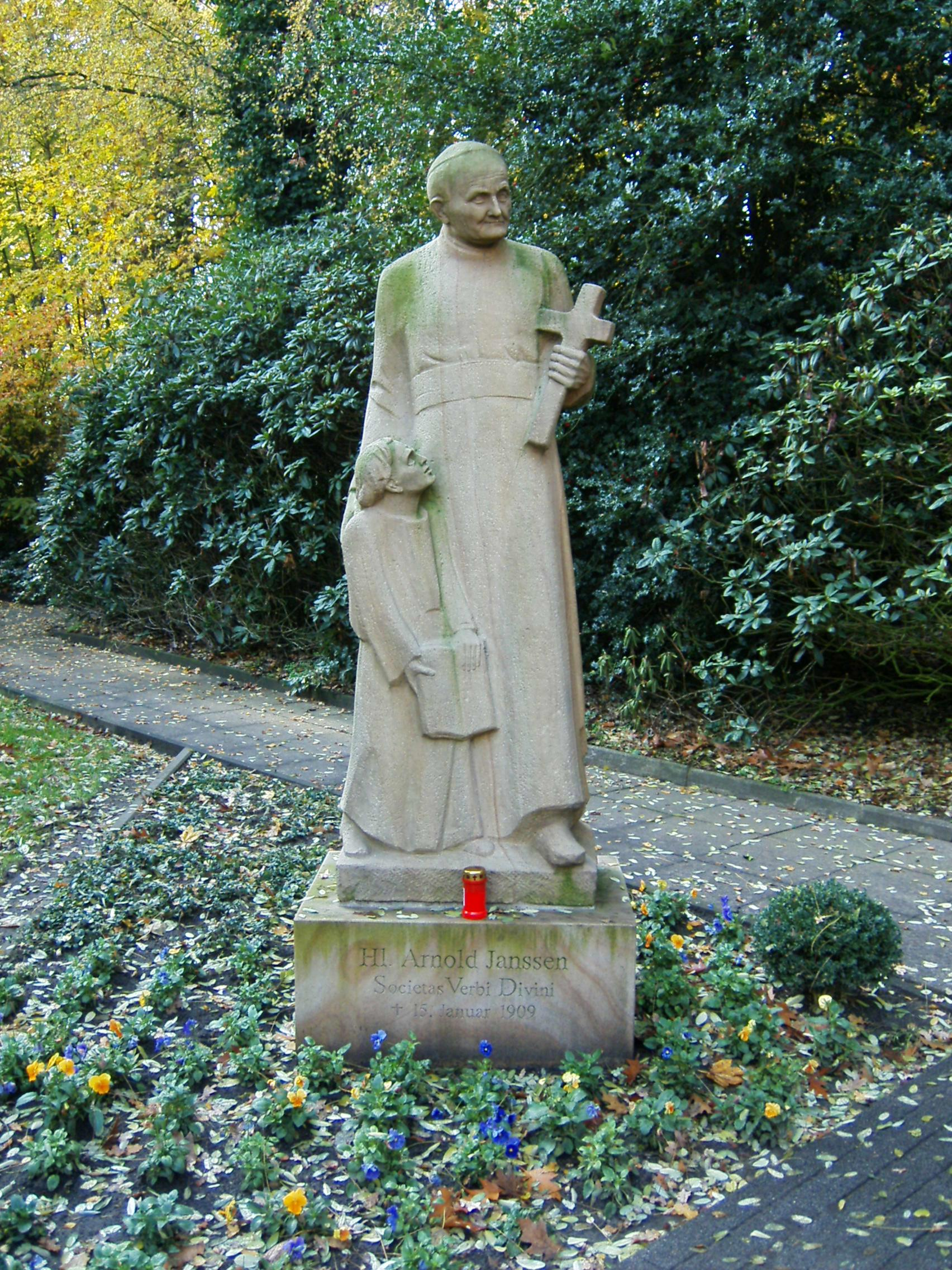
Standbild des Hl. Arnold Janssen, des Gründers der Steyler Missionare. Standort: Missionshaus St. Arnold

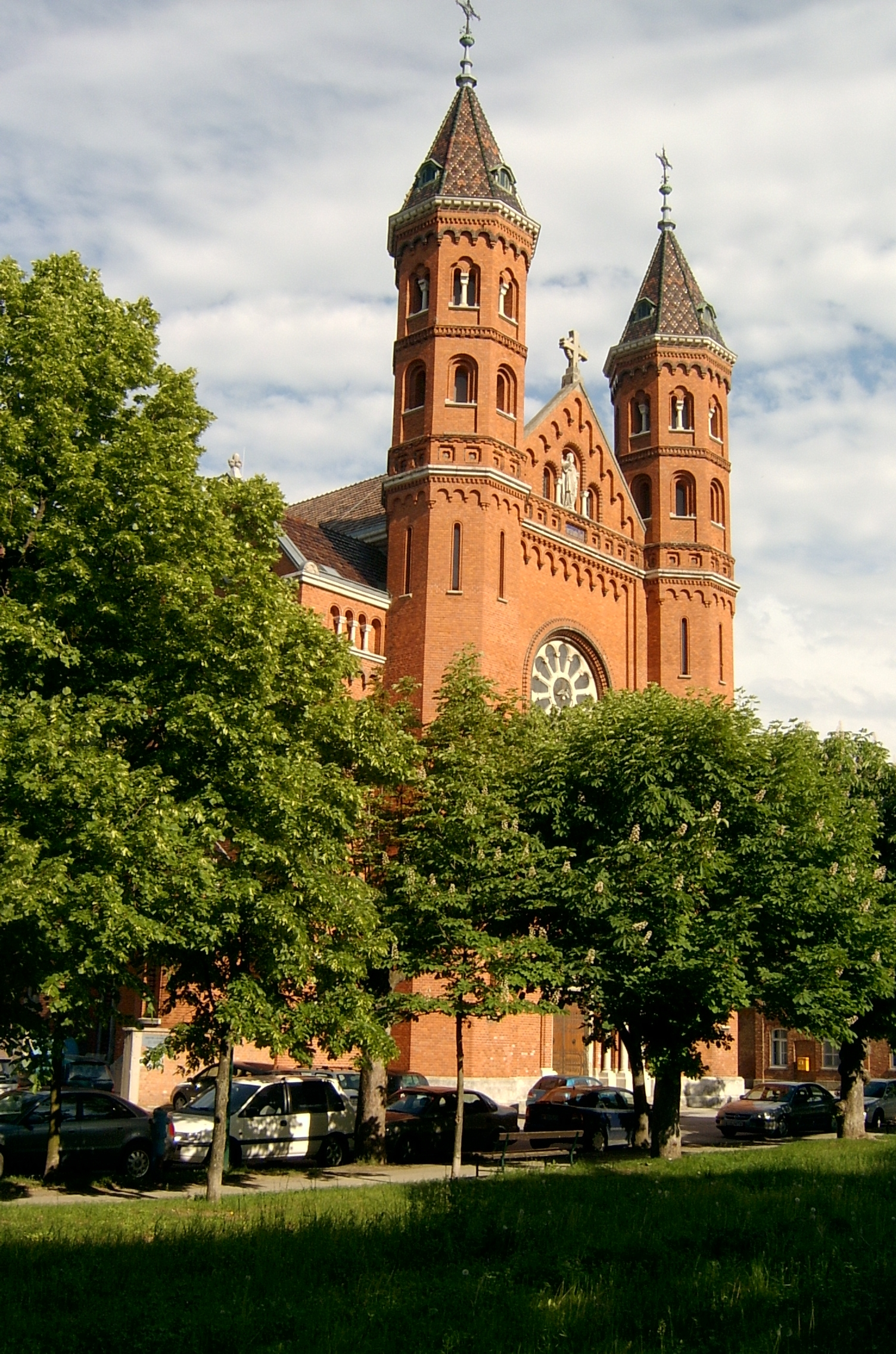
Missionshaus St. Gabriel in Maria Enzersdorf

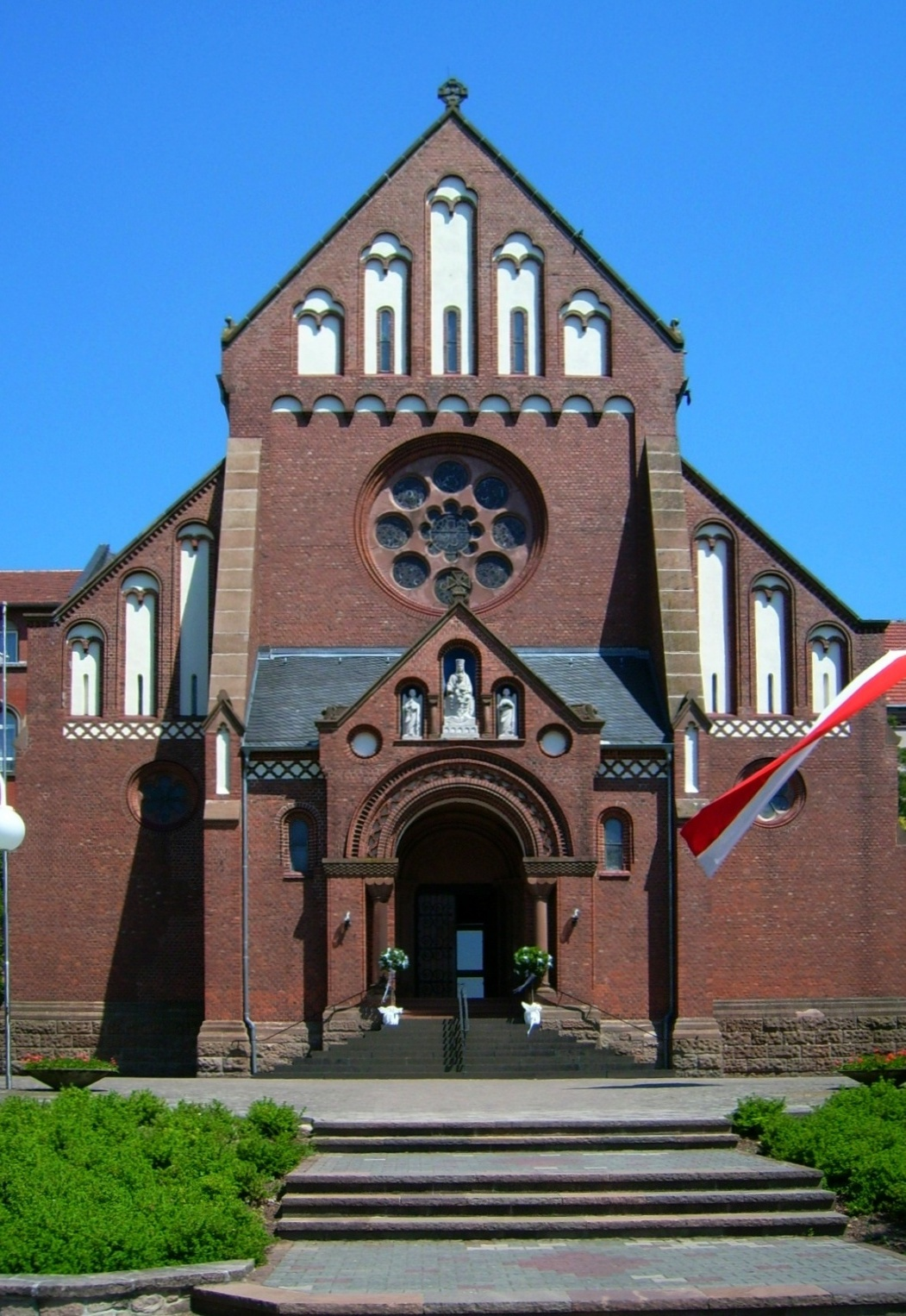
Kirche des Missionshauses in St. Wendel

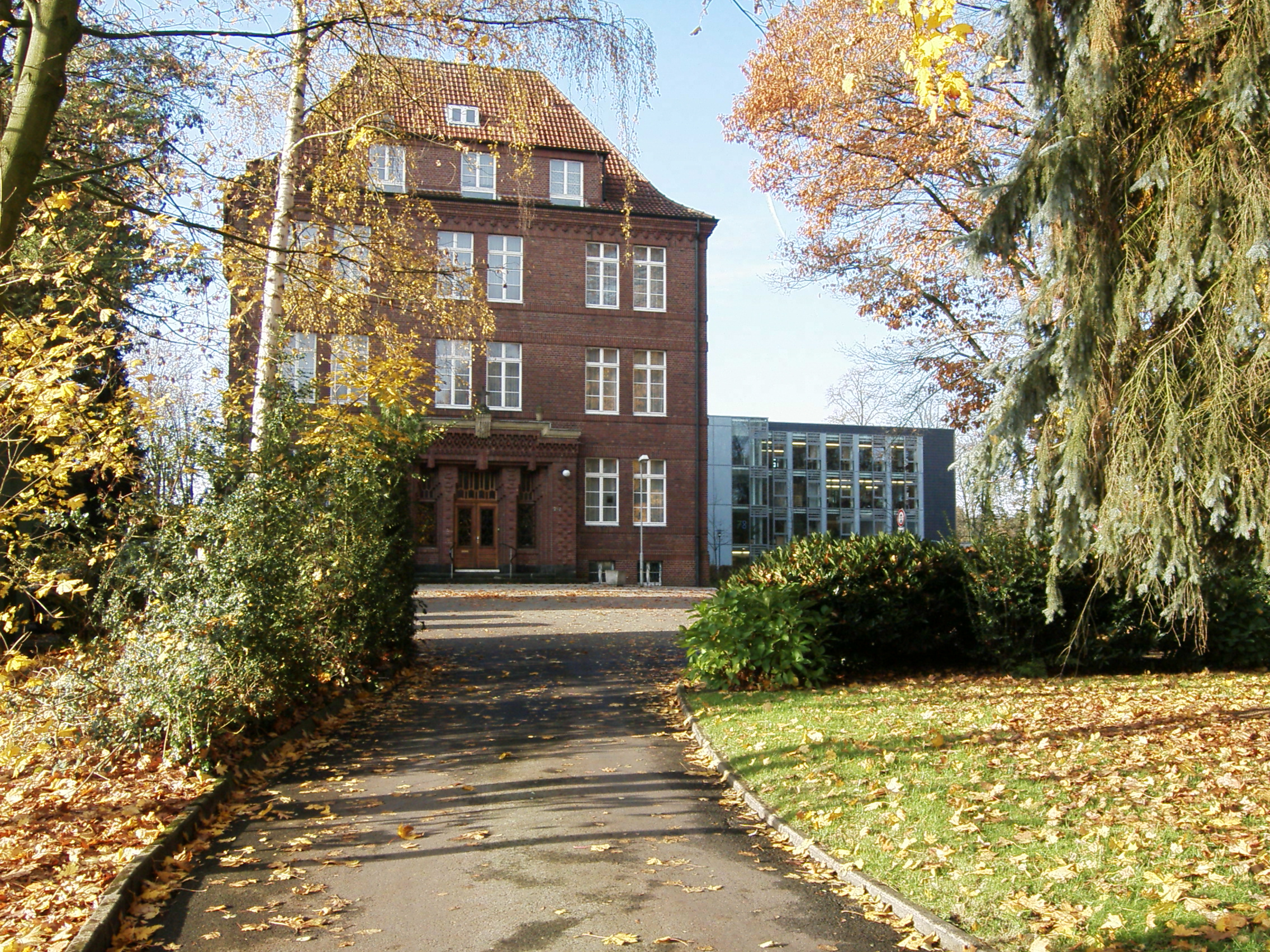
Missionshaus St. Arnold in Neuenkirchen-St. Arnold, rechts im Hintergrund das Arnold-Janssen-Gymnasium

Die Steyler Missionare, eigentlich Gesellschaft des Göttlichen Wortes (lateinisch Societas Verbi Divini, daher in anderen Sprachen auch Verbiti, Werbiści oder ähnlich), sind eine Ordensgemeinschaft päpstlichen Rechts in der römisch-katholischen Kirche. Die Bezeichnung der Gemeinschaft ist vom Gründungsort Steyl abgeleitet, der heute ein Stadtteil von Venlo in den Niederlanden ist. Das Ordenskürzel (das an die Namen der Ordensmitglieder angehängt wird) ist SVD.
9.200 Steyler Missionare, Missionsschwestern und Anbetungsschwestern in rund siebzig Ländern der Welt gehören zur Ordensfamilie (Stand 2024). Die Steyler Missionare sind der siebtgrößte Männerorden in der katholischen Kirche.

## Ordensgründungen

### Gesellschaft des Göttlichen Wortes
Im niederländischen Steyl gründete Arnold Janssen am 8. September 1875 das Missionshaus St. Michael, aus dem die Gesellschaft des Göttlichen Wortes – SVD (lateinisch Societas Verbi Divini) hervorging. In Deutschland war in den 1870er-Jahren eine Klostergründung wegen des Kulturkampfes nicht möglich. Der Bischof von Roermond, Joannes Paredis, nahm Arnold Janssen in seinem Bistum auf und unterstützte ihn.
Die Brüder und Priester der Kongregation leben in internationalen und multikulturellen Gemeinschaften, in denen sie die Botschaft des Evangeliums verkünden. Durch die Ordensgelübde binden sie sich an die Gemeinschaft. Gegenwärtig arbeiten ihre rund 6.000 Priester und Brüder in allen Kontinenten der Welt.
Aus einer Gemeinschaft von sechs Priestern im Jahr 1875 wurde eine internationale Ordensgemeinschaft aus Priestern und Brüdern, die außer den Steyler Missionaren auch zwei Schwesternkongregationen umfasst. Dies sind die Steyler Missionsschwestern (SSpS) – sie setzen sich in über 40 Ländern der Welt für die Menschen ein – und die Steyler Anbetungsschwestern.

### Die Kongregationen für Frauen
Neben den Steyler Missionaren gründete Arnold Janssen auch zwei Frauenorden, deren Mutterhaus ebenfalls in Steyl gelegen ist:
- Die Steyler Missionsschwestern, lat. Congregatio Servarum Spiritus Sancti (SSpS), „Dienerinnen des Heiligen Geistes“, sind eine missionarische Kongregation. Die Gemeinschaft wurde 1889 gegründet, erste Oberin wurde die selige Helena Stollenwerk, deren Hauptaufgabe die Ausbildung von Missionsschwestern war. Zu den Gründungsschwestern gehört auch Hendrina Stenmanns. Die Mutterhausprovinz ist in Steyl in den Niederlanden. 2005 gab es 3.738 Steyler Missionsschwestern. Stand 2024 waren es ca. 2.900 Schwestern in 46 Ländern.[2]
- Die Steyler Anbetungsschwestern, lat. Congregatio Servarum Spiritus Sancti de Adoratione perpetua (SSpSAp), „Dienerinnen des Heiligen Geistes von der ewigen Anbetung“, umgangssprachlich auch wegen der Farbe ihres Habits als „rosa Schwestern“ bezeichnet, wurden als dritte und jüngste Kongregation der Steyler Ordensfamilie 1896 gegründet. Anfangs war die Gemeinschaft nur in Steyl ansässig, sodass die Anzahl der Schwestern gering war. 2006 umfasste die Kongregation 400 Mitglieder und 21 Konvente in Deutschland, den Niederlanden, Polen, den Vereinigten Staaten, Argentinien, Brasilien, Indien, Indonesien, auf den Philippinen, Togo und Chile. Stand 2024 waren es 300 Schwestern in 20 Konventen in den 11 Ländern Deutschland, Niederlande, Polen, Slowakei, USA, Argentinien, Brasilien, Indien, Indonesien, Philippinen und Togoin.[3] Die immerwährende, auch nächtliche Anbetung vor dem Allerheiligsten ist das dringlichste Anliegen der Nonnen, die für alle beten, die darum bitten. Generaloberin ist seit 2019 Schwester M. Magdalena Kruse.[4]

## Organisationsstruktur
Die Ordensgemeinschaft ist, ähnlich wie andere Orden, gegliedert in Provinzen, in denen mehrere Kommunitäten und Ordenshäuser zusammengefasst sind. An der Spitze stehen ein Provinzial und ein Provinzrat.
An der Spitze des Gesamtordens mit allen Provinzen und örtlichen Gemeinschaften steht der Generalsuperior (auch General genannt), dem alle Ordensangehörigen unterstehen. Er wird von Delegierten aus allen Provinzen auf dem Generalkapitel, dem höchsten Beschlussorgan des Ordens, gewählt, seine Amtszeit beträgt sechs Jahre; der Generalsuperior kann höchstens zweimal wiedergewählt werden. Er leitet den Orden gemeinsam mit dem gewählten Generalrat. Sitz der Ordensleitung und der Generalverwaltung ist das Generalat, das seinen Sitz zunächst in Steyl hatte und sich seit 1928 in Rom befindet, und zwar im Collegio del Verbo Divino („Kolleg des göttlichen Wortes“) nahe der Porta San Paolo. Der deutsche Hauptsitz der Gesellschaft befindet sich in St. Augustin.
Von 2018 bis zu seiner Ernennung zum Erzbischof von Ende im Mai 2024 war der Indonesier Paulus Budi Kleden Generalsuperior des Ordens. Er wurde auf dem 18. Generalkapitel gewählt, das vom 17. Juni bis 14. Juli 2018 im Centro Ad gentes in Nemi bei Rom stattfand, und war der erste Generalobere aus Indonesien. Sein Vorgänger war seit 2012 der Deutsche Heinz Kulüke.

## Schwerpunkte

### Verkündigung des Wort Gottes
Die ersten Missionare, welche nach China entsandt wurden, sollten helfen, christliche Gemeinden zu errichten. Bis heute ist dies die Hauptaufgabe der Steyler Missionare in aller Welt.

### Dialog der Kulturen
Der christliche Auftrag des Respekts und Achtung vor dem Anderen bestimmte von Beginn an den Umgang der Steyler Missionare mit anderen Kulturen und Traditionen. Für diesen Dialog der Kulturen gründeten sie zahlreiche Institute weltweit, z. B. durch den Schweizer Pater Georg Proksch, der 1955 das Zentrum Gyan Ashram in Mumbai eröffnete. Durch die Vermittlung des Evangeliums in Form des Tanzes wurde Indern das Christentum verkündet.
Mit ihrer Forschung in den Bereichen Völkerkunde, Anthropologie, Religionswissenschaft und Missionswissenschaft helfen die Steyler ihren Missionaren, ein Christentum zu verkünden, das den jeweiligen Völkern angepasst ist und nicht einfach die westliche Tradition in andere Religionen zu übertragen versucht.

### Einsatz für Arme
Der Einsatz für Benachteiligte der Gesellschaft ist ein weiterer Schwerpunkt ihrer Arbeit. In verschiedensten Projekten weltweit setzen sich die Steyler Missionare für Gerechtigkeit und Menschenwürde ein.

### Bewahrung der Schöpfung
Als Christen ist es den Steyler Missionaren angesichts der ökologischen Krise ein Anliegen, sich für das Wohl der ganzen Schöpfung einzusetzen.

## Institutionen in Deutschland

### Arbeitsfelder und Institutionen
- Steyler Berufungspastoral

Weltweit gibt es mehr als 1.500 junge Männer in der Ausbildung, die sich entschieden haben, für immer Steyler Missionar zu werden.
- Steyler Missionarinnen und Missionare auf Zeit

Jedes Jahr entsenden die Steyler Missionare rund fünfzehn junge Frauen und Männer als Missionare auf Zeit in ihre Einsatzgebiete weltweit. Dort leisten sie einen freiwilligen Einsatz für Glauben, Frieden und Gerechtigkeit.

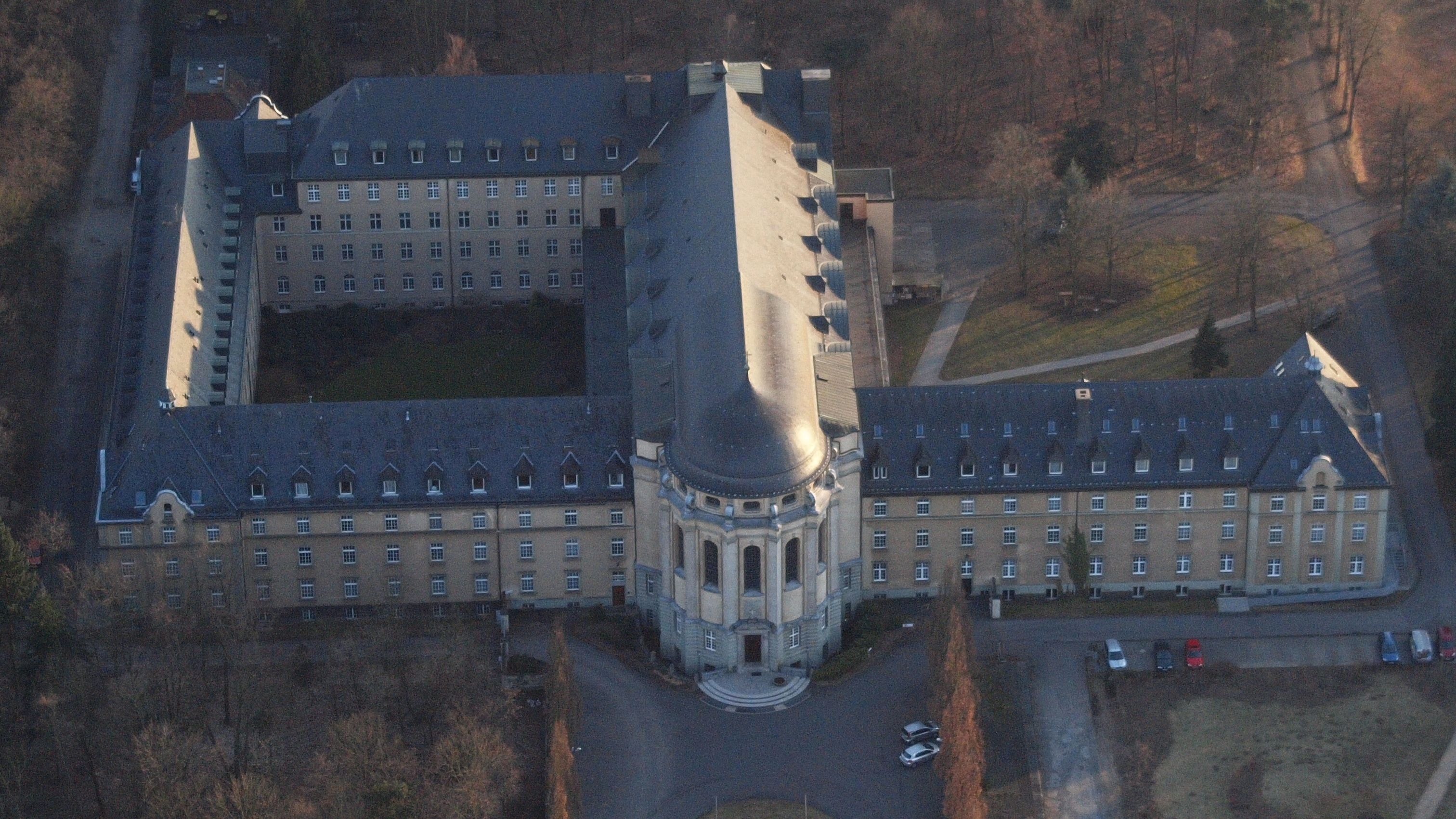
Missionshaus St. Augustin; ehemaliger Standort der Philosophisch-Theologischen Hochschule SVD

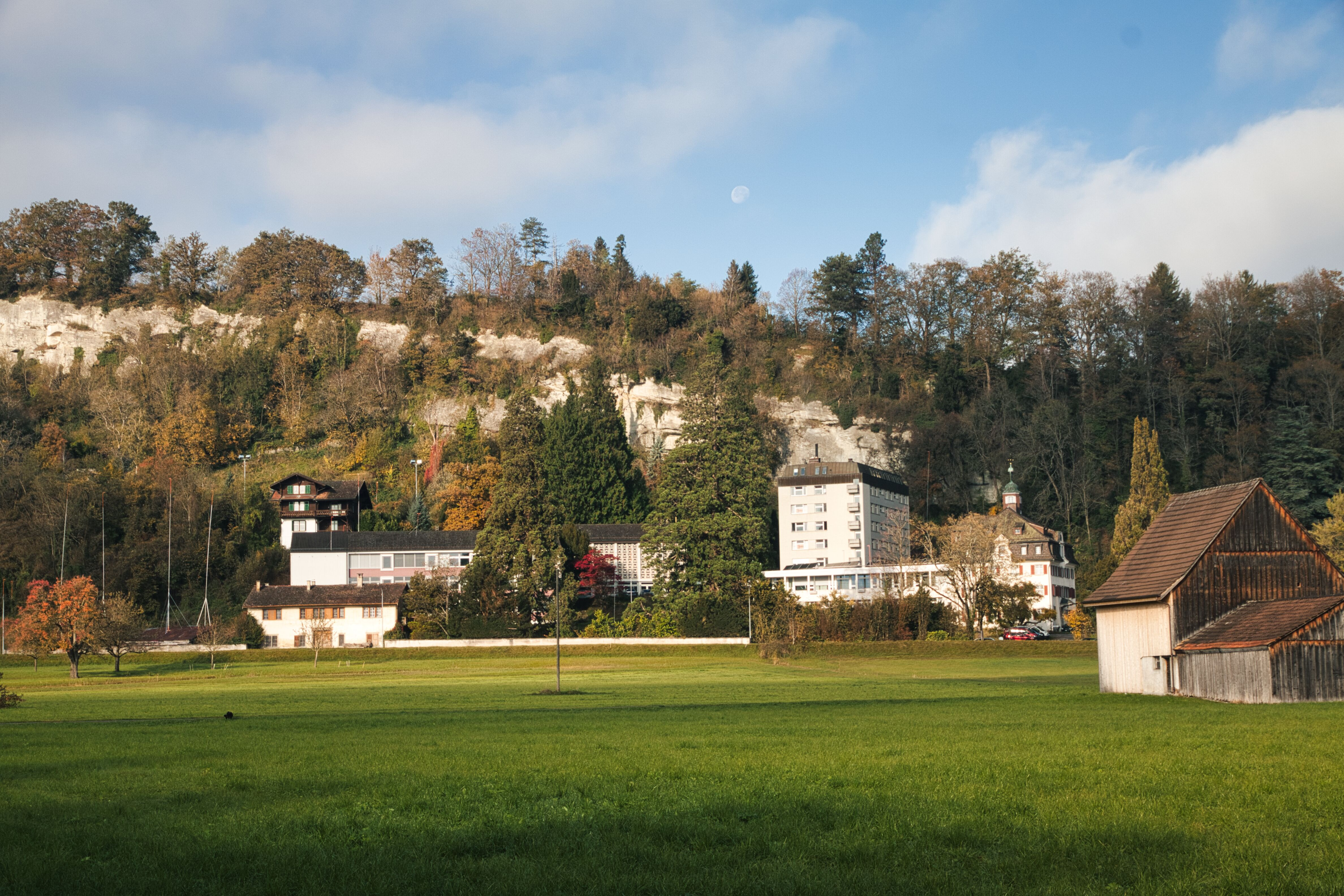
Marienburg Thal, ehemaliges Gymnasium 2012 geschlossen, Kapelle 2021 profaniert

- Philosophisch-Theologische Hochschule SVD St. Augustin (bis 2020, seitdem als Kölner Hochschule für Katholische Theologie in Trägerschaft des Erzbistums Köln, seit April 2021 am Standort Köln-Lindenthal)

- Steyler Mission – Missionsprokur der deutschen Provinz

Die Missionsprokur der deutschen Provinz der Steyler Missionare ist die Servicestelle für die deutschen Missionare im Ausland. Zudem sorgt sie für die Finanzierung der Hilfsprojekte im Ausland, die die ganzheitliche Entwicklung der Menschen im pastoralen wie auch im sozialen Bereich im Auge haben. Dazu gehören Ausbildungsmaßnahmen für kirchliche Mitarbeiter, Bibelinstitute und Sprachschulen. Ebenso veranstaltet die Missionsprokur im Sinne ihrer missionarischen Bewusstseinsbildung in Deutschland Begegnungstage und Vortragsreihen, berichtet in Gemeinden und Gruppen und leistet Öffentlichkeitsarbeit.
- steyl medien
- Steyler Medienapostolat

Die Steyler Missionare geben seit 1878 eine Zeitschrift heraus: Leben jetzt, die seit 2020 als Nachfolgerin der Zeitschrift Stadt Gottes als Familienmagazin erscheint. Bis 2018 erschienen zudem die Weite Welt, die sich an Jugendliche richtete, und die PICO, deren Zielgruppe Kinder waren. Außerdem erscheinen jährlich der Michaelskalender, der Steyler Tisch- und Wandkalender sowie die Steyler Missionschronik.

### Wirtschaftsunternehmen
- Steyler Bank
- Soverdia (Societas Verbi Divini) Gesellschaft für Gemeinwohl mbH, Wirtschaftsunternehmen zur Vermögensverwaltung
- „Heimwohl AG Mivremia (Missiehouse voor vreemde Missien)“, später „Rheinwohnungsbau GmbH“ (gegründet 1931, 1982 ans Erzbistum Köln übertragen)[11]
- Steyler Mission. Gemeinnützige Gesellschaft für Auswärtige Mission mbH, St. Augustin[12] (früher: Missionsprokur)

## Die Ordensgemeinschaft in Österreich
Voraussetzung für ein Missionshaus in Österreich war eine aus dem Jahre 1850 stammende kaiserliche Verordnung, wonach der Vorstand einer solchen zu errichtenden Anstalt „in der Regel ein österreichischer Staatsbürger“ sein musste. Die Gemeinde Goggendorf (mittlerweile Katastralgemeinde von Sitzendorf an der Schmida) gewährte dem Ordensgründer über Vermittlung des örtlichen Pfarrers das Heimatrecht und Janssen, der damit die österreichische Staatsbürgerschaft erhalten hatte, konnte darangehen, das Missionshaus Sankt Gabriel in der Gemeinde Maria Enzersdorf bei Mödling südlich von Wien zu gründen, das am 14. Oktober 1889 eröffnet wurde. Im Jahre 1904 gründete Janssen mit dem Missionshaus St. Rupert in Bischofshofen im Land Salzburg ein zweites Missionshaus in Österreich, das von Anfang an als Schule genutzt wurde.

## Kloosterdorp Steyl
Die Klöster der Steyler Ordensfamilie bilden zusammen das Kloosterdorp Steyl (gelegentlich auch Steijl geschrieben).
Missionsmuseum
Das Missionsmuseum Steyl, das seit 1931 unverändert ist, zeigt Gegenstände aus aller Welt. Sinn und Zweck des Museums war es, den Besuchern von damals Informationen und Einblicke von fernen Ländern und Kulturen zu geben.
Centrum St. Michael und Herz-Jesu-Kloster
Im Bildungshaus der Steyler Missionare St. Michael und im Herz-Jesu-Kloster der Steyler Missionsschwestern werden Kurse und Seminare zur Stille und Besinnung angeboten.

## Bekannte Mitglieder des Ordens

### Heilige und Selige
Der Gründer dieser drei Missionsgesellschaften, Arnold Janssen, und der Chinamissionar Josef Freinademetz wurden am 5. Oktober 2003 heiliggesprochen.
Am 13. Juni 1999 wurden Grzegorz Frackowiak (hingerichtet im Landgericht Dresden im Mai 1943), Stanislaw Kubista, Alojzy Liguda und Ludwik Mzyk von Papst Johannes Paul II. seliggesprochen.

### Opfer des Nationalsozialismus
Als „Blutzeugen aus der Zeit des Nationalsozialismus“ wurden die Steyler Patres Heribert Abel, (1916–1944), Johannes Frank, (1900–1945), Gottfried Fuchs, (1892–1945), Georg Heide, (1885–1945), Franz Riepe (1885–1942) und Alfons Versen (1913–1944) in das Deutsche Martyrologium des 20. Jahrhunderts aufgenommen.

### Steyler Wissenschaftler
Der Gründer der Gesellschaft des Göttlichen Wortes war Mathematiker, der neben der Theologie und Philosophie besonders auch das Studium der Naturwissenschaften, Völkerkunde und Linguistik für Mitglieder seines Missionsordens förderte.
Die Steyler Missionare haben besonders für die junge Völkerkunde, aber auch Missionswissenschaft, einen besonderen Beitrag geleistet. Neben dem Gründer der Zeitschrift Anthropos, P. Wilhelm Schmidt, sind vor allem seine Schüler, P. Ferdinand Hestermann, P. Martin Gusinde, P. Wilhelm Koppers, P. Paul Schebesta, P. Michael Schulien, P. Josef Henninger, P. Louis Luzbetak, P. Arnold Burgmann, P. Rudolf Rahmann, P. Dominik Schröder, P. Wilhelm Saake, und viele mehr zu nennen. P. Stephen Fuchs gründete in East Andheri, Mumbai das Institute of Indian Culture, das von dem indischen Anthropologen und Missiologen S. M. Michael SVD geleitet wird.
Mehrere Pioniere der katholischen Missionswissenschaft waren Mitglieder der SVD, wie z. B. Friedrich Schwager, Theodor Grentrup, Anton Freitag und Johannes Thauren. Weitere verdiente Missionswissenschaftler aus der SVD sind P. Karl Müller, P. Horst Rzepkowski, P. Johannes Bettray, P. Eugen Nunnenmacher, P. Kurt Piskaty, P. Stephen B. Bevans, P. Roger P. Schroeder, P. Ennio Mantovani, Paul B. Steffen, Henri van Straelen und Franz Helm.
Als Sinologen machten sich die Patres Franz Xaver Biallas, Heinrich Busch, Eugen Feifel, Willi Müller, Leopold Leeb und Roman Malek verdient. Unter den Theologen sind die Patres Clemens Thoma (Judaist), Johannes Füllenbach (Fundamentaltheologe), Ludger Feldkämper (Exeget) und Karl-Heinz Peschke (Moraltheologe), der Kommunikationswissenschaftler Franz-Josef Eilers und der niederländische Thomas von Aquin-Spezialist Leo Elders weltweit renommiert. Zu nennen ist auch der deutsche Pastoraltheologe Hermann Kochanek und der St. Gabrieler Professor für Philosophie Paul Michalke. Der St. Gabrieler Theologe Heinrich Giese machte sich als Reformer des Lehrerbildungswesens in Österreich einen Namen.
In der Aufarbeitung der Steyler Ordens- und Missionsgeschichte machten sich die Patres Hermann Fischer, Fritz Bornemann, Albert Rohner, Johann Kraus, Jakob Reuter, Richard Hartwich, Johannes Fleckner, Karl-Josef Rivinius und Josef Alt besonders verdient.
Erzbischof von Huambo ist Zeferino Zeca Martins (* 1966).

## Leitlinien in Bezug zum sexuellen Missbrauch
Die deutsche Ordensprovinz setzte am 26. Oktober 2010 für ihren Bereich die Leitlinien zum Verhalten gegenüber Opfern von sexuellem Missbrauch in Kraft, die im August 2010 von der Deutschen Ordensobernkonferenz verabschiedet worden waren.
In dem Internat der Steyler Missionare im saarländischen St. Wendel kam es in den 1960er- und 1980er-Jahren zu zwei Fällen von sexuellem Missbrauch. Pater Bernd Werle, Provinzial des Ordens, erklärte 2010 nach internen Nachforschungen, er fühle sich „angesichts der Schuld, die Mitbrüder damals auf sich geladen haben, ohnmächtig und beschämt“. Er bat die Opfer und ihre Familien um Vergebung.
2018 wurden Vorwürfe des Kindesmissbrauchs gegen den in Osttimor tätigen US-amerikanischen Pfarrer Richard Daschbach erhoben, der daraufhin als Priester abgesetzt wurde und 2021 zu zwölf Jahren Gefängnis verurteilt wurde. Der Orden soll den Opfern finanzielle Unterstützung angeboten haben, sei aber nach eigenen Aussagen an der mangelnden Kooperation derjenigen gescheitert, die jetzt das Kinderheim von Daschbach betreiben. Der Fall ist der Erste in seiner Art in dem südostasiatischen Land.

## Beihilfe zur Steuerhinterziehung und Spendenwaschanlage
Malermeister, Ärzte und Kaufleute hatten dem Wirtschaftsunternehmen der Ordensgemeinschaft Soverdia  Gesellschaft für Gemeinwohl mbH mit Sitz in Nettetal-Kaldenkirchen, die das Vermögen des Ordens verwaltet, hohe Summen gespendet und sich 80 Prozent davon unter der Hand zurückerstatten lassen; wer 2.000 DM spendete, bekam eine Quittung über 10.000 DM.
Bei einer Hausdurchsuchung fielen dem Steuerfahnder Klaus Förster 1981 auch Unterlagen des Flick-Konzerns in die Hände. Danach hatte die Firma das Kloster ein Jahrzehnt lang als Geldwaschanlage und zur Geldvermehrung benutzt. Insgesamt flossen 12,3 Millionen D-Mark, rund sechs Millionen Euro, des Konzerns in die Kassen der Steyler Mission. Seitens der Steyler Mission war für diese gegenseitigen Absprachen der Prokurator der niederdeutschen Ordensprovinz, Josef Schröder, der Verhandlungspartner, der auch Geschäftsführer der „Soverdia Gesellschaft für Gemeinwohl mbH“ war. Schröder wurde 1981 vom Amtsgericht Bonn wegen Beihilfe zur Steuerhinterziehung zu einer Geldstrafe von 36.000 DM verurteilt.
In einem Bericht der Frankfurter Allgemeine zur 1999 aufgedeckten CDU-Spendenaffäre wird unter anderen die Steyler Mission in Sankt Augustin als Waschanlage für illegale Parteispenden genannt; auch deren Wirtschaftstochter Soverdia habe mitgewirkt.

## Klöster, Schulen und Hochschulen der Steyler Missionare
(unvollständig)

### Steyler Missionshäuser
- Missionshaus St. Michael in Steyl, Venlo, Provinz Limburg, Niederlande, gegründet am 8. September 1875.
- Missionshaus St. Augustin in Sankt Augustin bei Bonn, mit dem ethnologischen Anthropos Institut und von 1973 bis 2021 mit dem Museum Haus Völker und Kulturen
- Missionshaus St. Gabriel in Maria Enzersdorf in Niederösterreich
- Missionshaus St. Rupert in Bischofshofen, Land Salzburg, mit Seelsorge Kirche Pöham, im September 2018 erfolgte ein Trägerwechsel des gleichnamigen Privatgymnasiums an die VOSÖ (Vereinigung von Ordensschulen in Österreich)
- Missionshaus in St. Wendel im Saarland mit Missionshauskirche, Missionsmuseum und Arnold-Janssen-Gymnasium
- Gymnasium Marienburg in Thal am Bodensee, Schweiz
- Kloster Tajimi in Tajimi, Präfektur Gifu (Japan)
- Nanzan-Universität und Nanzan Junior College in Nagoya (Japan)
- St. Mary’s Mission Seminary in Techny, Vereinigte Staaten

Ehemalige Niederlassungen
- Missionshaus St. Arnold in St. Arnold/Kr. Steinfurt (Auflösung am 30. Juni 2008); Arnold-Janssen-Gymnasium (1996 vom Bistum Münster übernommen)
- Missionshaus und Studienkolleg St. Johann in Blönried/Aulendorf (2008 an die Stiftung Katholische Freie Schule der Diözese Rottenburg-Stuttgart)
- Missionshaus St. Xaver in Bad Driburg (Auflösung am 30. September 2008); Gymnasium St. Xaver (2001 vom Erzbistum Paderborn übernommen)
- Missionshaus St. Paul in Wittlich-Wengerohr (2005 aufgelöst)
- Pius-Kolleg in München (aufgelöst)
- Missionshaus St. Josef in Geilenkirchen (aufgelöst)

### Steyler Missionsschwestern
- Dreifaltigkeitskloster Bad Driburg
- Dreifaltigkeitskloster in Laupheim
- Provinzialkloster Heilig-Geist-Kloster in Wimbern, Wickede (Ruhr) (seit 1950, im März 2024 aufgelöst)
- Seirei-Krankenhaus, Nagoya (Japan)
- Seirei Women’s Junior College, Präfektur Akita (Japan)

### Hochschulen
- Nanzan University, Japan (Seit 1946)
- Catholich Theological Union, Chicago, USA (seit 1968)
- Universitas Katolik Widya Mandira, Kupang, Indonesien (seit 1982)
- Sekolah Tinggi Filsafat Katolik Ledalero (STFK Ledalero) in Maumere (Insel Flores, Indonesien) (seit 1969)
- Philosophisch-Theologische Hochschule SVD St. Augustin in Sankt Augustin, Deutschland (1925–2021; heute: Kölner Hochschule für Katholische Theologie (KHKT) in Köln)

## Publikationen
- PICO, eine Zeitschrift für Kinder bis 9 Jahre[22], 2018–2022 eingestellt, aber Ende 2023 neu aufgelegt[23]
- Weite Welt, eine Zeitschrift für 9- bis 12-Jährige[24] (Ende 2018 eingestellt)
- Leben jetzt[25], Familienzeitschrift, Nachfolgerin der stadtgottes[26]
- Monumenta Serica, eine sinologische Fachzeitschrift (jährlich)
- Anthropos, eine ethnologische Fachzeitschrift (zweimal jährlich)[27]
- Verbum SVD, beinhaltet Themen aus der Missionswissenschaft und Missionstheologie[28]
- Steyler Missionschronik, informiert einmal jährlich über die Arbeit der Steyler Missionare.[29]
- Die Anregung, monatliche Veröffentlichung mit Predigtentwürfen und liturgischen Bausteinen zu den Sonn- und Festtagen. Seit 2011 nur noch online verfügbar.[30]